# VL15型电力机车
VL15型电力机车是苏联的干线货运电力机车车型之一，适用于供电制式为3千伏直流电的电气化铁路，也是目前世界上功率最大的直流电力机车车型之一，由诺沃切尔卡斯克电力机车厂和第比利斯电力机车制造厂合作设计生产，1984年至1991年间生产了50台。

## 历史

### VL15型和VL15S型（ВЛ15 и ВЛ15С）

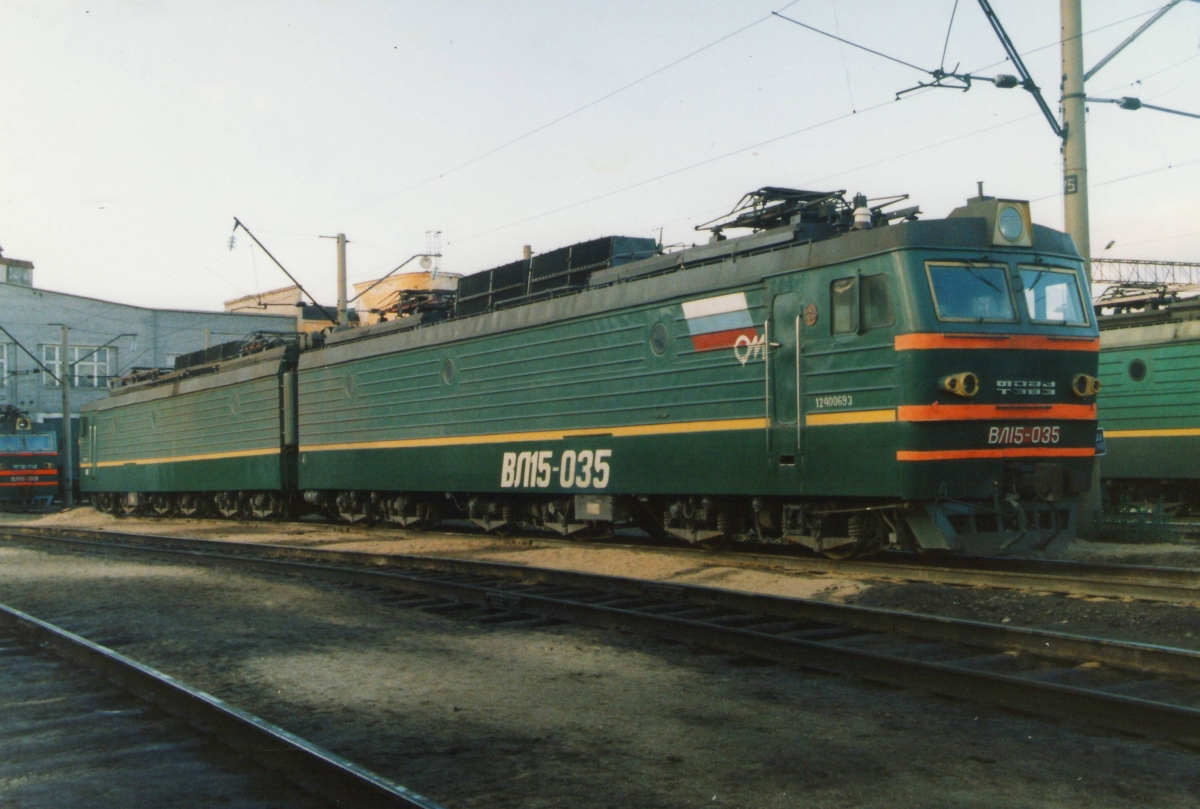
坎达拉克沙机务段内的VL15-035号机车，2001年8月23日

1984年12月到1991年3月间，第厂为苏联铁道部制造44组VL15型机车，编号为VL15-001到VL15-044。VL15-024号、VL15-026号、VL15-028号以及VL15-032号机车因为配备了机车重联装置，而被定型为VL15S型。
44组VL15型机车最初配属于东西伯利亚铁路局伊尔库茨克调车机务段，苏联解体后这些机车由新组建的俄罗斯铁路继承。1995年，斯柳江卡到济马区间由直流3千伏供电改为交流25千伏50赫兹供电后，这些机车转配至十月铁路局坎达拉克沙机务段。
2001年，楼希到摩尔曼斯克区间由直流3千伏供电改为交流25千伏50赫兹供电后，这些机车再次转配至十月铁路局沃尔霍夫机务段至今。截至2019年4月，沃尔霍夫机务段尚有23组VL15型机车仍在运用状态，2组VL15型机车停用封存。

### VL15A型（ВЛ15А）

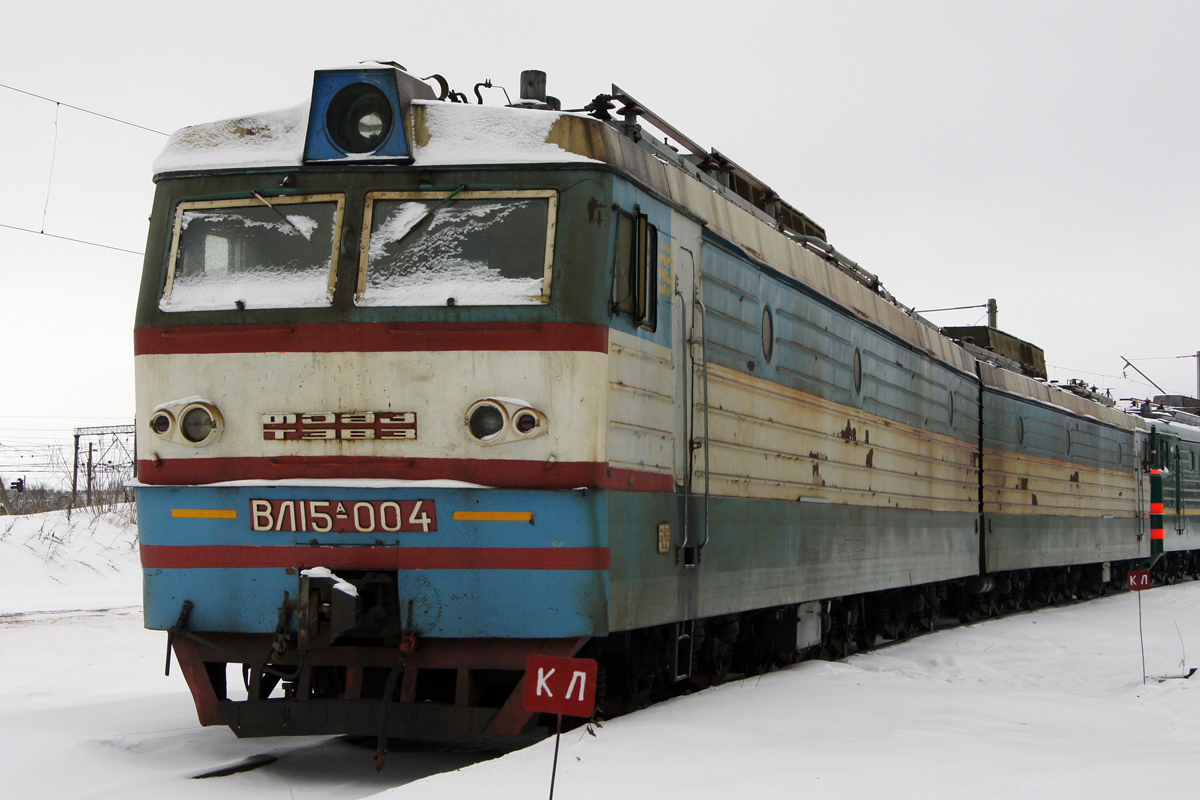
沃尔霍夫机务段内的VL15A-004号机车，2011年9月

1988年到1990年间，第厂为摩尔曼斯克州Apatit矿业公司制造6组VL15A型机车⑸，编号为VL15A-001到VL15A-006。和第厂先前为诺里尔斯克铁路制造的VL10N型机车一样，VL15A型机车不设置再生制动，并且由于缺少与该模式相关的设备而与VL15型机车不同。
6组VL15A型机车当中，除VL15A-001号机车已报废除籍外，其余5组VL15A型机车仍在运用状态。而Apatit矿业公司在2016年到2018年间，从十月铁路局沃尔霍夫机务段租借VL15-001号、VL15-005号、VL15-010号以及VL15-040号机车至公司内运用。

## 设计
VL15型电力机车是在VL11型电力机车基础上，借鉴VL85型电力机车的Bo-Bo-Bo轴式改进而成，为双机重联十二轴电力机车，由两节结构相同的Bo-Bo-Bo轴式机车连接而成。

### 受电弓
在每节机车的顶部有两个T-5M1型受电弓。在VL15型机车的操作过程中，规定停放和刚起动时升三个受电弓（行进方向的第一个、第二个和第四个）。当加速到5-10公里/小时的速度时，行进方向的第一个受电弓降下。

### 牵引电动机
每组VL15型机车有12台TL-3型牵引电动机，其尺寸可与VL10型电力机车安装的TL-2K型电动机互换。电机有六个主电源、六个附加电极和一个补偿绕组。所有绕组的绝缘为F级，额定电压为3000伏。当电压为1.5千伏且冷却空气流量为110立方米/分钟时，TL-3型牵引电动机最大功率为750千瓦，持续功率为700千瓦，最大电流为535安，持续电流为500安，持续旋转为810转/分钟。
每节机车的牵引电动机可以做到串联（六个牵引电动机）、串并联（两个并联的三个牵引电动机串联组）和并联（三个并联的两个牵引电动机串联组）三种连接。通过KG-020型三位组开关切换这些连接，和从电路中切除启动电阻，可以获得四级磁削。
牵引电动机由KME-001型司机控制器手柄控制。使用单独的电动气动接触器（PC-358、PC-359和PC-360）切换到再生制动模式；再生制动期间的自动控制由SAURT设备执行。当将牵引电动机从一个连接切换到另一个连接时，将分离二极管引入电路，限制推力的冲击。
在再生制动期间，3000伏、22安的直流电经过转换器转换，提供365伏、600安的直流电至牵引电动机的励磁绕组。该转换器的工作频率为300-320赫兹，质量为2500千克。每个部分还有一个40K-125型可充电电池。

### 辅助设备
每节机车具有两个TL-110M型离心式电机风扇，由TL-122型电动机驱动，转速为515转/分钟。电机风扇支持串联和并联两种连接方式。

## 参看
- VL11型电力机车
- VL85型电力机车

### 文献
- （俄文）М. Ф. Кужим, Н. В. Савичев. .

### 链接
1. ↑  . （原始内容存档于2021-08-14）.
2. ↑  . （原始内容存档于2021-08-16）.
3. 1 2  . （原始内容存档于2013-06-14） （俄语）.